# 203823 Zdanavicius
203823 Zdanavicius este un asteroid din centura principală de asteroizi.

## Descriere
203823 Zdanavicius este un asteroid din centura principală de asteroizi. A fost descoperit pe 5 octombrie 2002 la Observatorul Palomar de Kazimieras Černis. Asteroidul prezintă o orbită caracterizată de o semiaxă mare de 2,89 ua, o excentricitate de 0,06 și o înclinație de 3,9° în raport cu ecliptica.